# Ionești (okręg Gorj)
Ionești – wieś w Rumunii, w okręgu Gorj, w gminie Ionești. W 2011 roku liczyła 1090 mieszkańców.